# Lestoros inca
L'opossum toporagno peruviano (Lestoros inca Thomas, 1917) è un piccolo marsupiale americano appartenente alla famiglia Caenolestidae. È l'unica specie nota del genere Lestoros Oehser, 1934.

## Descrizione
La lunghezza varia tra 9 e 14 cm, il peso può arrivare a 40 g. Il corpo è coperto da pelo lungo e folto di colore marrone o grigio, più scuro sul dorso e più chiaro sul lato ventrale.

Gli occhi sono piccoli e la vista è debole, mentre il senso dell'olfatto è sviluppatissimo. Le femmine non hanno marsupio e sono dotate di quattro mammelle.

## Distribuzione e habitat

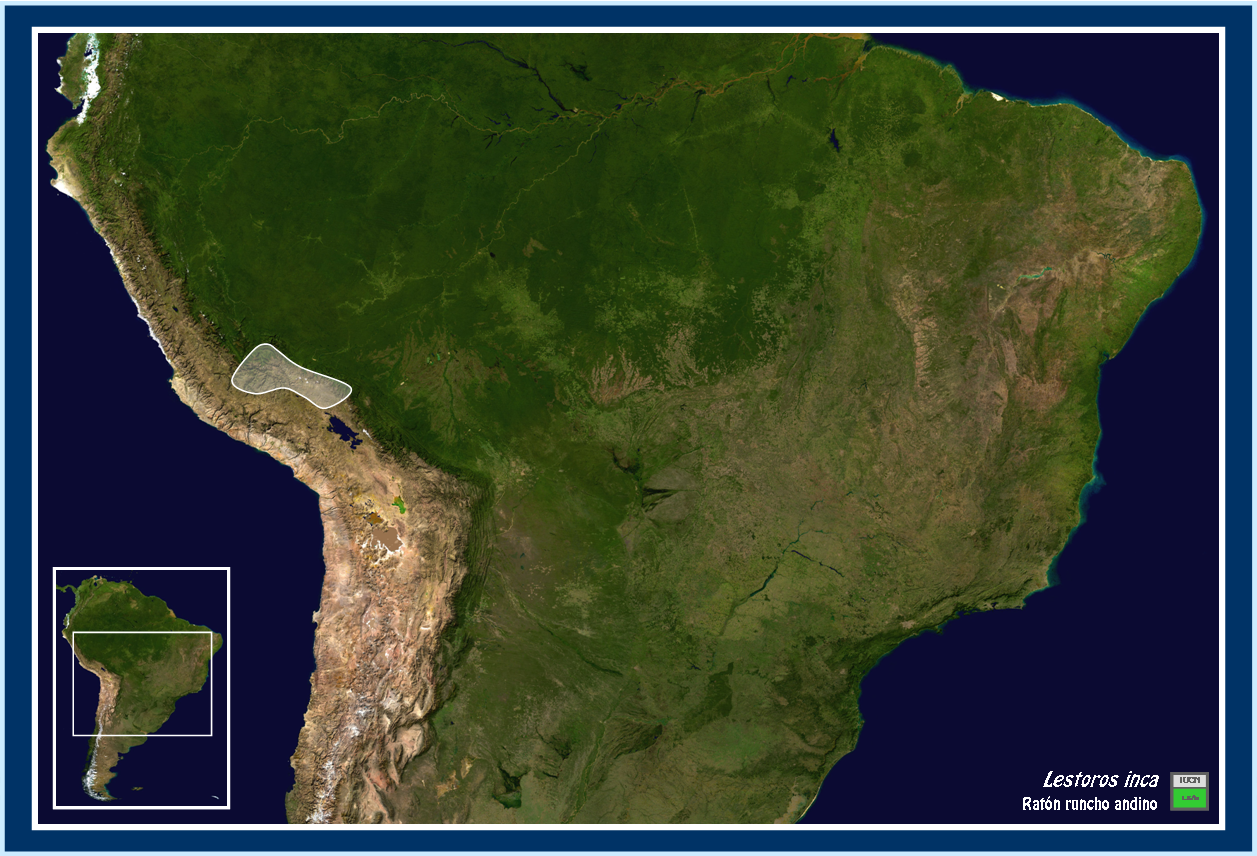
Areale di Lestoros inca

La specie è diffusa in una zona della Cordigliera delle Ande del Perù meridionale, ad altitudine compresa tra 2800 e 4000 m.

## Biologia
Le abitudini della specie sono poco conosciute. Si ritiene che, come gli altri membri della famiglia, si nutra soprattutto di invertebrati e forse anche di piccoli vertebrati. Si ritiene che siano animali notturni e vivano al suolo. Le abitudini riproduttive non sono note.

## Status e conservazione
Anche se lo IUCN non considera la specie a rischio, alcuni autori pensano che la deforestazione in atto nell'areale della specie potrebbe comportare gravi rischi.